# Кадрацоле (Ређо Емилија)
Кадрацоле је насеље у Италији у округу Ређо Емилија, региону Емилија-Ромања.
Према процени из 2011. у насељу је живело 8 становника. Насеље се налази на надморској висини од 626 м.